# Wavignies
Wavignies – miejscowość i gmina we Francji, w regionie Hauts-de-France, w departamencie Oise.
Według danych na rok 1990 gminę zamieszkiwało 818 osób, a gęstość zaludnienia wynosiła 83 osoby/km² (wśród 2293 gmin Pikardii Wavignies plasuje się na 351. miejscu pod względem liczby ludności, natomiast pod względem powierzchni na miejscu 464.).